# Onthophagus kondaoensis
Onthophagus kondaoensis là một loài bọ cánh cứng trong họ Bọ hung (Scarabaeidae).